# Моторно превозно средство
Моторното превозно средство (за кратко МПС) е пътно превозно средство, снабдено с двигател за придвижване, с изключение на релсовите превозни средства.
Под „двигател“ се разбира двигател с вътрешно горене (като бензинов или дизелов двигател) или електрически двигател (като при електрическите или хибридните автомобили).
Основните групи моторни превозни средства са:
- автомобили – за превоз на пътници и товари или за теглене на други пътни возила:
  - леки автомобили – за водач и до 8 пътници,
  - товарни автомобили – със или без фургон,
  - автобуси – вкл. микробуси и тролейбуси,
  - специални автомобили – с апаратура[2]
  - автомобилно-железопътни превозни средства;
- мотоциклети – вкл. мотопеди и с кош;
- мотокари, трактори и др. за транспортни цели.

Към моторните превозни средства се причисляват и други превозни средства, ползващи не само обществени пътища, но също:
- ползващи пътища с ограничен достъп – за вътрешен транспорт в стопански, учебен, военен или подобен район (като кари),
- пригодени и за труднопроходими пътища и терени – високопроходими (оф-роуд), снегомобили и подобни коли,
- с друго (освен превоз) основно предназначение – селскостопански (трактори), строителни (екскаватори) и пр.